# Julija Kuzina
Julija Walerjewna Kuzina (ros. Юлия Валерьевна Кузина, ur. 25 października 1976) – rosyjska judoczka i sambistka. Dwukrotna olimpijka. Zajęła dziewiąte miejsce w Sydney 2000 i szesnaste w Pekinie 2008. Walczyła w wadze średniej.
Uczestniczka mistrzostw świata w 1999 i 2005. Startowała w Pucharze Świata w latach 1997, 1999–2001, 2004, 2007 i 2008. Brązowa medalistka mistrzostw Europy w 2004 i w drużynie w 2002. Mistrzyni Rosji w 2002; druga w 1999; trzecia w 1996, 1998, 2001, 2004 i 2007 roku.
Mistrzyni świata w sambo w 1997 i 2001; druga w 2009 i trzecia w 2006. Mistrzyni Europy w 1995, 1996, 1998 i 2006 roku.

## Letnie Igrzyska Olimpijskie 2000
| Konkurencja | Eliminacje               | Eliminacje          | Repasaże              | Klas. końcowa |
| Konkurencja | Przeciwnik I             | 1/4                 | Przeciwnik I          | Miejsce       |
| ----------- | ------------------------ | ------------------- | --------------------- | ------------- |
| 70 kg       | Lea Zahoui Blavo (CIV) Z | Cho Min-sun (KOR) P | Ylenia Scapin (ITA) P | 9.            |

## Letnie Igrzyska Olimpijskie 2008
| Konkurencja | Eliminacje             | Klas. końcowa |
| Konkurencja | Przeciwnik I           | Miejsce       |
| ----------- | ---------------------- | ------------- |
| 70 kg       | Anett Mészáros (HUN) P | 16.           |